# Amina Njonkou
Amina Njonkou (Foumban, 6 aprile 1988) è un'ex cestista camerunese.

## Carriera
Con il Camerun ha disputato cinque edizioni dei Campionati africani (2009, 2011, 2013, 2015, 2019).